# Afrixalus delicatus
Afrixalus delicatus är en groddjursart som beskrevs av Martin Pickersgill 1984. Afrixalus delicatus ingår i släktet Afrixalus och familjen gräsgrodor. IUCN kategoriserar arten globalt som livskraftig. Inga underarter finns listade i Catalogue of Life.